# Windber
Windber es un borough ubicado en el condado de Somerset en el estado estadounidense de Pensilvania. En el año 2000 tenía una población de 4.395 habitantes y una densidad poblacional de 818.1 personas por km².

## Geografía
Windber se encuentra ubicado en las coordenadas 40°14′07″N 78°49′51″O / 40.23528, -78.83083.

## Demografía
Según la Oficina del Censo en 2000 los ingresos medios por hogar en la localidad eran de $23,261 y los ingresos medios por familia eran $31,860. Los hombres tenían unos ingresos medios de $24,861 frente a los $18,886 para las mujeres. La renta per cápita para la localidad era de $15,078. Alrededor del 11.1% de la población estaba por debajo del umbral de pobreza.